# Gaspare Grasselini
Gaspare Grasselini (né le 19 janvier 1796 à Palerme, en Sicile, alors dans le royaume de Naples, et mort le 16 septembre 1875 à Frascati) est un cardinal italien du XIXe siècle. 

## Biographie
Gaspare Grasselini exerce diverses fonctions au sein de la Curie romaine, notamment comme gouverneur de Rome et  vice-camerlingue de la Sainte-Église. 
Le pape Pie IX le crée cardinal lors du consistoire du 16 juin 1856. 
Le cardinal Grasselini participe au concile Vatican I en 1869-1870.

## Sources
- Fiche du cardinal Gaspare Grasselini sur le site fiu.edu